# NGC 900
NGC 900 je galaksija u zviježđu Ovan.

## Vanjske poveznice
- SEDS: NGC 900